# L'Art de bâtir les villes

L'Art de bâtir les villes, paru en allemand en 1889 sous le titre Der Städtebau nach seinen künstlerischen Grundsätzen est un court essai de Camillo Sitte, architecte et théoricien de l'architecture autrichien. Il eut un important retentissement et constitue aujourd'hui un classique. L'objectif du livre est « d'étudier un certain nombre de belles places et d'ordonnancements urbains du passé, afin de dégager les causes de leur effet esthétique »., ce qui permettrait ainsi d'égaler leur beauté, et de remédier aux « échecs de l'urbanisme moderne en matière d'art ». 

## Édition originale
- Der Städtebau nach seinen künstlerischen Grundsätzen, Vienne, 1889.

## Éditions françaises
- L'art de bâtir les villes. Notes et réflexions d'un architecte traduites et complétées par Camille Martin, Genève:Ed. Atar, Paris:H. Laurens, 192p. lire en ligne
- L'art de bâtir les villes - l'urbanisme selon ses fondements artistiques, traduction de Daniel Wieczorec, éditions de l'équerre, 1980, format poche, point seuil, 1996,  (ISBN 2-02-029327-7)